# Vojsava Tripalda
Vojsava Tripalda (?-1402/05), na haar huwelijk Vojsava Kastrioti, was de vrouw van de Albanese edelman Gjon Kastrioti. Ze was de moeder van negen kinderen, waaronder die van de Albanese volksheld Skanderbeg.

## Vermelding
Vojsava Tripalda wordt voor het eerst genoemd door de Albanese auteurs Marin Barleti en Gjon Muzaka na ongeveer zeventig jaar na haar dood. Beide auteurs leefden kort na het overlijden van Skanderbeg. Volgens de laatstgenoemde auteur was Vojsava een dochter van Muzaka-telg Domenico Muzaka.

## Levensloop
Vojsava werd geboren in Polog, een dorpje in het huidige Noord-Macedonië. Haar etniciteit is onder vele historici onderwerp van discussie. Ze wordt hoofdzakelijk gelinkt aan het Albanese huis Muzaka of aan een slavische adel. Ze trouwde met Gjon Kastrioti, een Albanese landsheer van het vorstendom Kastrioti.

## Nageslacht
Uit het huwelijk met haar gemaal Gjon Kastrioti kreeg ze negen kinderen:
- Reposh Kastrioti
- Stanisha Kastrioti ⚭ Ottomaanse prinses
- Konstantin III Kastrioti
- Mara Kastrioti ⚭ Stefan Crnojević
- Gjergj Kastrioti ⚭ Andronika Arianiti
- Jelena Kastrioti  ⚭ Pavel Balsha
- Mamica Kastrioti ⚭ Muzaka Thopia
- Angjelina Kastrioti ⚭ Vladan Arianiti
- Vlajka Kastrioti ⚭ Gjin Muzaka